# 하보마이모시리섬
하보마이모시리섬(ハボマイモシリ島)은 일본 홋카이도 네무로 지청 네무로시에 위치한 섬이다. 일본이 실효 지배하고 있다.

## 지리
이 섬은 일본 홋카이도 네무로시에 위치한다. 오호츠크해에 위치하며 겨울에는 유빙이 생긴다. 드물게 북극 생물들이 내려오기도 한다. 이 섬은 무인도로 사람이 살지 않는다. 3개의 화산섬으로 이루어져 있다. 동쪽에는 이소모시리섬이 위치한다.

## 같이 보기
- 오호츠크해
- 네무로시
- 벤텐섬
- 모리유리섬
- 유루리시마섬
- 노삿푸곶